# Кошна (Сучава)
Кошна (рум. Coșna) насеље је у Румунији у округу Сучава у општини Кошна. Oпштина се налази на надморској висини од 856 m.

## Становништво
Према подацима из 2002. године у насељу је живело 532 становника, од којих су сви румунске националности.